# 中央銀行大楼
座標: 北緯23度7分2秒 東経113度15分50秒 / 北緯23.11722度 東経113.26389度

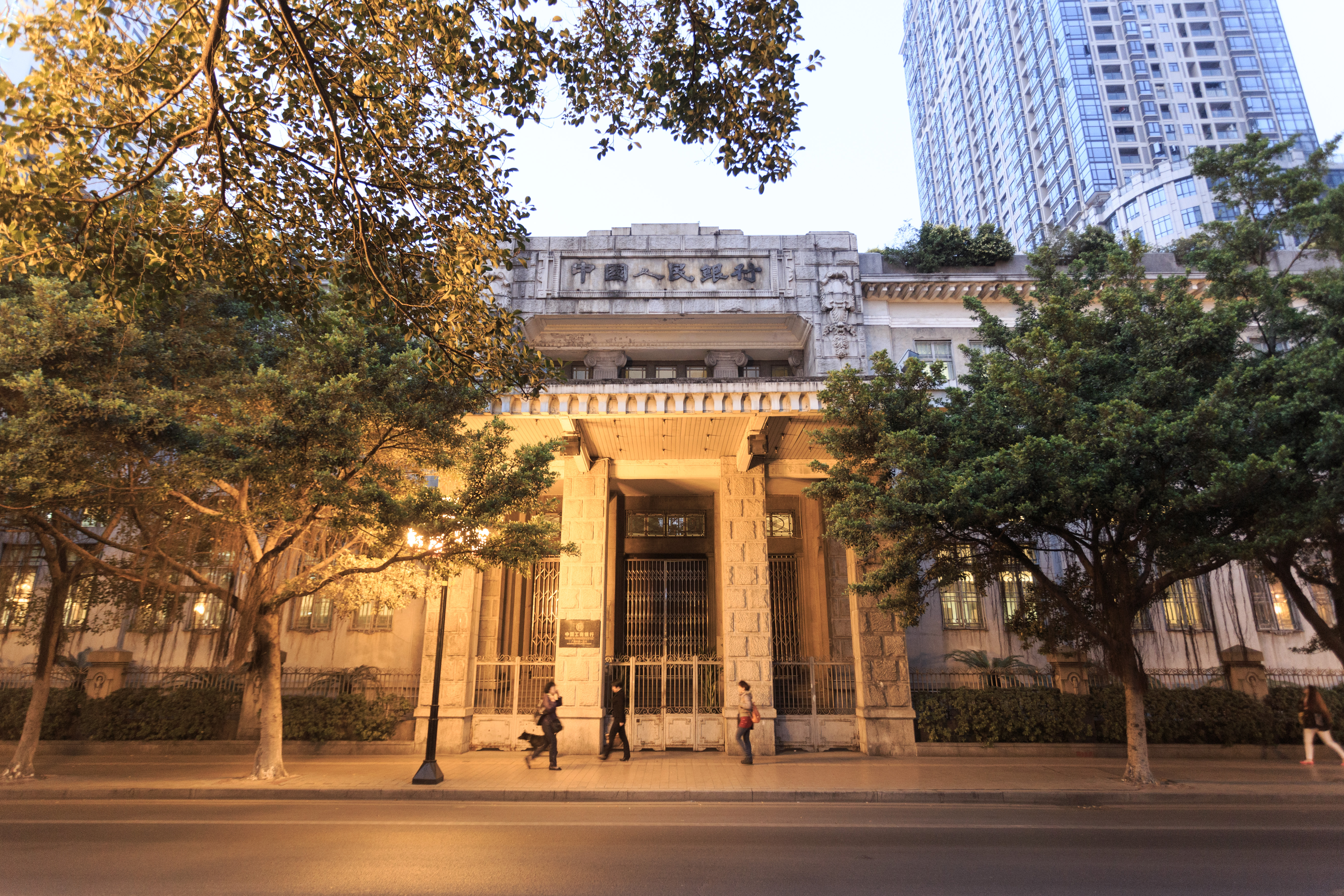
中央銀行大楼

中央銀行大楼は広州市にある歴史建築である。1914年に竣工し、最初は広東省銀行のビルだった。広州国民政府の成立に伴い、広東省銀行は中央銀行に改名し、この建築も中央銀行大楼に改名された。現在は中国工商銀行広州支店に使われている。